# Вонівок (Вісконсин)
Вонівок (англ. Wonewoc) — селище (англ. village) в США, в окрузі Джуно штату Вісконсин. Населення — 758 осіб (2020).

## Географія
Вонівок розташований за координатами 43°39′13″ пн. ш. 90°13′27″ зх. д. / 43.65361° пн. ш. 90.22417° зх. д. (43.653477, -90.224242).  За даними Бюро перепису населення США в 2010 році селище мало площу 2,88 км², з яких 2,88 км² — суходіл та 0,00 км² — водойми.

## Демографія
Згідно з переписом 2010 року, у селищі мешкало 816 осіб у 359 домогосподарствах у складі 215 родин. Густота населення становила 283 особи/км².  Було 406 помешкань (141/км²).
Расовий склад населення:
| - 97,9 % — білих - 0,5 % — чорних або афроамериканців - 0,4 % — азіатів - 0,1 % — корінних американців |

До двох чи більше рас належало 0,9 %. Частка іспаномовних становила 1,3 % від усіх жителів.
За віковим діапазоном населення розподілялося таким чином: 23,9 % — особи молодші 18 років, 57,0 % — особи у віці 18—64 років, 19,1 % — особи у віці 65 років та старші. Медіана віку мешканця становила 40,8 року. На 100 осіб жіночої статі у селищі припадало 86,3 чоловіків;  на 100 жінок у віці від 18 років та старших — 85,4 чоловіків також старших 18 років.
Середній дохід на одне домашнє господарство  становив 56 316 доларів США (медіана — 47 692), а середній дохід на одну сім'ю — 75 839 доларів (медіана — 62 386). Медіана доходів становила 41 181 долар для чоловіків та 31 667 доларів для жінок. За межею бідності перебувало 11,0 % осіб, у тому числі 12,8 % дітей у віці до 18 років та 5,6 % осіб у віці 65 років та старших.
Цивільне працевлаштоване населення становило 367 осіб. Основні галузі зайнятості: виробництво — 30,0 %, освіта, охорона здоров'я та соціальна допомога — 20,2 %, роздрібна торгівля — 12,0 %, транспорт — 5,7 %.